# Varissaari (ö i Norra Savolax, Nordöstra Savolax, lat 63,38, long 28,17)
Varissaari är en ö i Finland. Den ligger i sjön Nurmesjärvi och i kommunen Rautavaara i den ekonomiska regionen  Nordöstra Savolax ekonomiska region  och landskapet Norra Savolax, i den centrala delen av landet, 400 km nordost om huvudstaden Helsingfors. Öns area är 18,8 hektar och dess största längd är 0,7 kilometer i nord-sydlig riktning.